# 高橋和徳
高橋 和徳（たかはし かずのり）は、日本のアニメーター。ランダム、ゆめ太カンパニーを経て、現在はG&Gディレクション所属。

## 参加作品

### テレビアニメ
1983年
- うる星やつら（動画）
- まんが日本史（動画）

1985年
- 生徒諸君!心に緑のネッカチーフを（動画）
- 六三四の剣（動画）
- めぞん一刻（動画）

1987年
- 忍者戦士飛影（動画）

1988年
- 新プロゴルファー猿（原画）

1989年
- 獣神ライガー（原画）

1990年
- ジャングル大帝（原画）
- 三つ目がとおる（原画）

1991年
- 炎の闘球児ドッジ弾平（作画監督）

1993年
- 忍たま乱太郎（原画）

1994年
- カラオケ戦士マイク次郎（作画監督・原画）

1995年
- 鬼神童子ZENKI（原画）
- 魔法騎士レイアース（原画）

1996年
- るろうに剣心 -明治剣客浪漫譚-（作画監督・原画）

1998年
- Weiß kreuz（OP原画）
- EAT-MAN'98（原画）
- デビルマンレディー（原画）
- Night Walker -真夜中の探偵-（作画監督・原画）
- 魔術士オーフェン（原画）

1999年
- 頭文字D Second Stage（原画）
- おじゃる丸（原画）
- 仙界伝 封神演義（原画）
- 逮捕しちゃうぞ Special（作画監督）

2000年
- 今、そこにいる僕（原画）
- 遊☆戯☆王デュエルモンスターズ（モンスターデザイン・作画監督・レイアウト・原画・第5期OP原画）

2004年
- こちら葛飾区亀有公園前派出所（作画監督）
- 遙かなる時空の中で-八葉抄-（ゲストキャラクターデザイン・原画・OP原画）

2005年
- アイシールド21（作画監督・原画）
- ARIA The ANIMATION（原画）

2006年
- 遊☆戯☆王デュエルモンスターズALEX（モンスターデザイン）※日本未公開
- 金色のコルダ〜primo passo〜（原画・OP原画）

2007年
- DEATH NOTE（原画）
- もっけ（原画）

2008年
- アリソンとリリア（原画）
- ヤッターマン（第2作）（作画監督・原画）

2009年
- スティッチ!（原画）

2010年
- COBRA THE ANIMATION（作画監督・原画）
- 遊☆戯☆王5D's（作画監督・原画、第4期OPED原画）

2011年
- カードファイト!! ヴァンガード（作画監督）
- バカとテストと召喚獣にっ!（原画）
- プリティーリズム・オーロラドリーム（原画）
- 遊☆戯☆王ZEXAL（作画監督・原画）

2012年
- 遊☆戯☆王ZEXAL II（作画監督・原画）

2013年
- ハヤテのごとく! Cuties（原画）

2014年
- 暁のヨナ（原画）
- ポケットモンスター XY（原画）
- 遊☆戯☆王ARC-V（原画）

2015年
- デュエル・マスターズ VSR（原画）
- ゆるゆり さん☆ハイ!（作画監督・OP原画・原画）

2016年
- こちら葛飾区亀有公園前派出所 THE FINAL 両津勘吉 最後の日（原画）
- タイムボカン24（作画監督）

2017年
- アトム ザ・ビギニング（作画監督）

2021年
- ひぐらしのなく頃に業（作画監督）

2022年
- CUE!（作画監督、プロップデザイン）
- 東京ミュウミュウ にゅ〜♡（作画監督・デザインワークス）
- マブラヴ オルタネイティヴ（作画監督）

2024年
- 新米オッサン冒険者、最強パーティに死ぬほど鍛えられて無敵になる。（作画監督）

### 劇場アニメ
1983年
- うる星やつら オンリー・ユー（動画）

1984年
- 超人ロック（動画）

1986年
- ハイスクール!奇面組（動画検査）

1998年
- るろうに剣心 -明治剣客浪漫譚- 維新志士への鎮魂歌（原画）

2000年
- 劇場版ポケットモンスター 結晶塔の帝王 ENTEI（原画）

2006年
- 劇場版 遙かなる時空の中で 舞一夜（原画）

2011年
- 劇場版 マクロスF 恋離飛翼 〜サヨナラノツバサ〜（原画）

2016年
- 遊☆戯☆王 THE DARK SIDE OF DIMENSIONS（原画）

### OVA
1984年
- BIRTH（アニメーター）

1985年
- 天使のたまご（原画）

1989年
- 紅い牙 ブルー・ソネット（原画）

1992年
- 機神兵団（原画）

1993年
- 新世紀GPXサイバーフォーミュラ11（原画）
- 魔物ハンター妖子3（原画）

1994年
- 真・孔雀王（原画）
- ダーティペアFLASH3（原画）

1998年
- 御先祖賛江（キャラクターデザイン・作画監督・原画）

1999年
- るろうに剣心 -明治剣客浪漫譚- 追憶編（原画）

2001年
- アニメーション制作進行くろみちゃん（原画）

2005年
- アイシールド21（作画監督・原画）

2008年
- 怪物王女（原画）

2011年
- ブラック・ジャック FINAL (原画)